# Hervormde kerk (Gelselaar)
De Hervormde kerk is een protestantse kerk in de Nederlandse plaats Gelselaar. Voor de bouw van de kerk in 1841 stond op dezelfde locatie een kapel, die zich na de reformatie losmaakte van de moederkerk in Neede. Vanwege de slechte staat werd in de 19e eeuw overgegaan tot de bouw van een nieuwe kerk. Hiervoor ontving de kerkgemeenschap gelden van de overheid, waardoor de kerk een waterstaatskerk is. 
De kerk heeft boven de ingang een kleine toren, waarin een paar klokken hangen van vlak na de reformatie. De toren is een ingesnoerde naaldspits met daarboven een ster en een windhaan. De zijgevels zijn voorzien van spitsboogvensters. In de kerk bevindt zich nog de preekstoel uit de 17e eeuw. De kerk is aangewezen als gemeentelijk monument.